# Huascarán
Huascarán lub Nevado Huascarán – szczyt w Andach Peruwiańskich. Najwyższy, południowy szczyt masywu (Huascarán Sur) to najwyższy szczyt całego Peru oraz najwyższy szczyt w pasie międzyzwrotnikowym na Ziemi. Nazwę zawdzięcza Huascarowi, XVI-wiecznemu wodzowi Inków, który nosił tytuł Sapa Inca.
Huascarán z kolei dał nazwę Parkowi Narodowemu Huascarán, który go otacza. Normalna droga na szczyt prowadzi z wioski Musho. Wejście zajmuje z reguły ok. 6 dni, przy czym trzeba się liczyć z dużymi szczelinami mogącymi blokować drogę. Względne różnice wysokości w parku, licząc od szczytu Huascarán wynoszą do 4 kilometrów. Sama wspinaczka na Huascarán wiąże się z pokonaniem przewyższenia około 2,5 kilometra. Jedna z dróg wspinaczkowych prowadzi przez urwisko wysokości 970 metrów. Z kolei ściana północna ma wysokość aż 1600 metrów.
Pierwsze wejście miało miejsce 20 lipca 1932. Dokonała tego ekspedycja niemiecko-austriacka w składzie: Philipp Borchers, Wilhelm Bernard, Erwin Hein, Hermann Hoerlin i Erwin Schneider. Szczyt północny (Huascarán Norte) został zdobyty w 1908 przez ekspedycję z USA.
31 maja 1970 miało miejsce trzęsienie ziemi, które spowodowało osunięcie się dużej części zbocza szczytu północnego. Blok lodu i kamieni o wymiarach 1 mili² w ciągu zaledwie 5 minut osunął się do Yungay, grzebiąc całe miasto i powodując śmierć ponad 20 tys. ludzi. W lawinie zginęła cała ekipa czechosłowackich alpinistów. Rząd Peru zabronił ekskawacji w okolicach Yungay, deklarując je „cmentarzem narodowym”.
Szczyt Huascarán jest punktem o najmniejszym w skali całego globu przyspieszeniu ziemskim.